# Воссоединились (ТВ шоу)
Воссоединенные (англ. Reunited) — новозеландский телесериал на канале TVNZ1. Сериал, представленный адвокатом по вопросам усыновления Алексом Гилбертом eng., рассказывает о шести усыновленных русского происхождения, которые рассказывают свою личную историю воссоединения со своими родными семьями.
Гилберт также выступает в качестве рассказчика сериала и одного из сценаристов.